# Distretto di Jepelacio
Il distretto di Jepelacio è uno dei sei distretti  della provincia di Moyobamba, in Perù. Si trova nella regione di San Martín e si estende su una superficie di 360,03 chilometri quadrati.

Istituito il 26 ottobre 1921, ha per capitale la città di Jepelacio; al censimento 2005 contava 16.723 abitanti.